# Bergamské Alpy

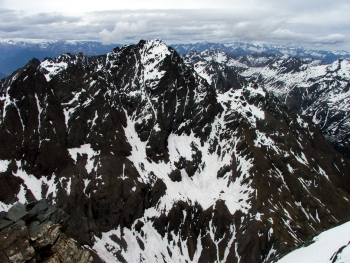
Pizzo di Coca

Bergamské Alpy (italsky Alpi e Prealpi Bergamasche) je horská skupina na jihu Alp v Itálii. Zaujímá prostor mezi městy Bergamo, Edolo, Sondrio a jezerem Lago di Como. Skládá se ze severní části, Orobských Alp a jižní části, Bergamských Předalp. Nejvyšším vrcholem je Pizzo di Coca (3 052 m).

## Poloha
Bergamské Alpy zaujímají plochu 3 500 km² a řadí se tak spíše k těm rozlehlejším pohořím Alp. Sever území odděluje od masivu Bernina dlouhé údolí Valltelina (tok řeky Adda) a Oglio, východ pohoří vymezuje řeka Oglio až k jezeru Lago d'Iseo a údolí Val Camonica. Západní hranici tvoří plocha Comského jezera. Na jihu se pohoří přirozeně snižuje do Lombardské nížiny.

## Geologie
Geologické uspořádání je velmi komplikované. Západní, severní a severovýchodní část pohoří je tvořena paleozoickými krystalickými horninami (břidlice, rula, diorit), v jižním a jihovýchodním území jsou to především vápenec a dolomit a jeho konglomeráty.

## Členění
Nejvyšším horským celkem jsou Orobské Alpy táhnoucí se ve směru západ - východ v délce 80 km nad údolím Valltelina. Mimo několika menších ledovců zde najdeme také nejvyšší vrchol Bergamských Alp - Pizzo di Coca. Vrcholy zde mají výrazný tatranský charakter, v četných karech leží mnoho nádherných jezer. Zcela jinou krajinu na jih od hřebene Orobie najdeme v okolí údolí Valle Brembana, které dělí Bergamské Alpy ve směru sever - jih na dvě poloviny. Východně od údolí leží divoce rozervaná skupina Presolana (Pizzo della Presolana, 2 521 m) a malý horský masiv Avera - Iben (Pizzo Avera, 2 512 m). Tyto horské skupiny charakterizují osamocené shluky vápencových skal a bujně zelená údolí. Na západě území v blízkosti Lago di Como leží snad nejmalebnější horské celky Grigna a Resegnone (Grigna Setterionale, 2 409 m), v mnohém připomínající o něco zelenější Dolomity. Zde také najdeme největší koncentraci stále populárnějších zajištěných cest. Na severním konci jezera Como leží plošně malá, ale značně vysoká skupina Legnone (Monte Legnone, 2 609 m).

## Vrcholy

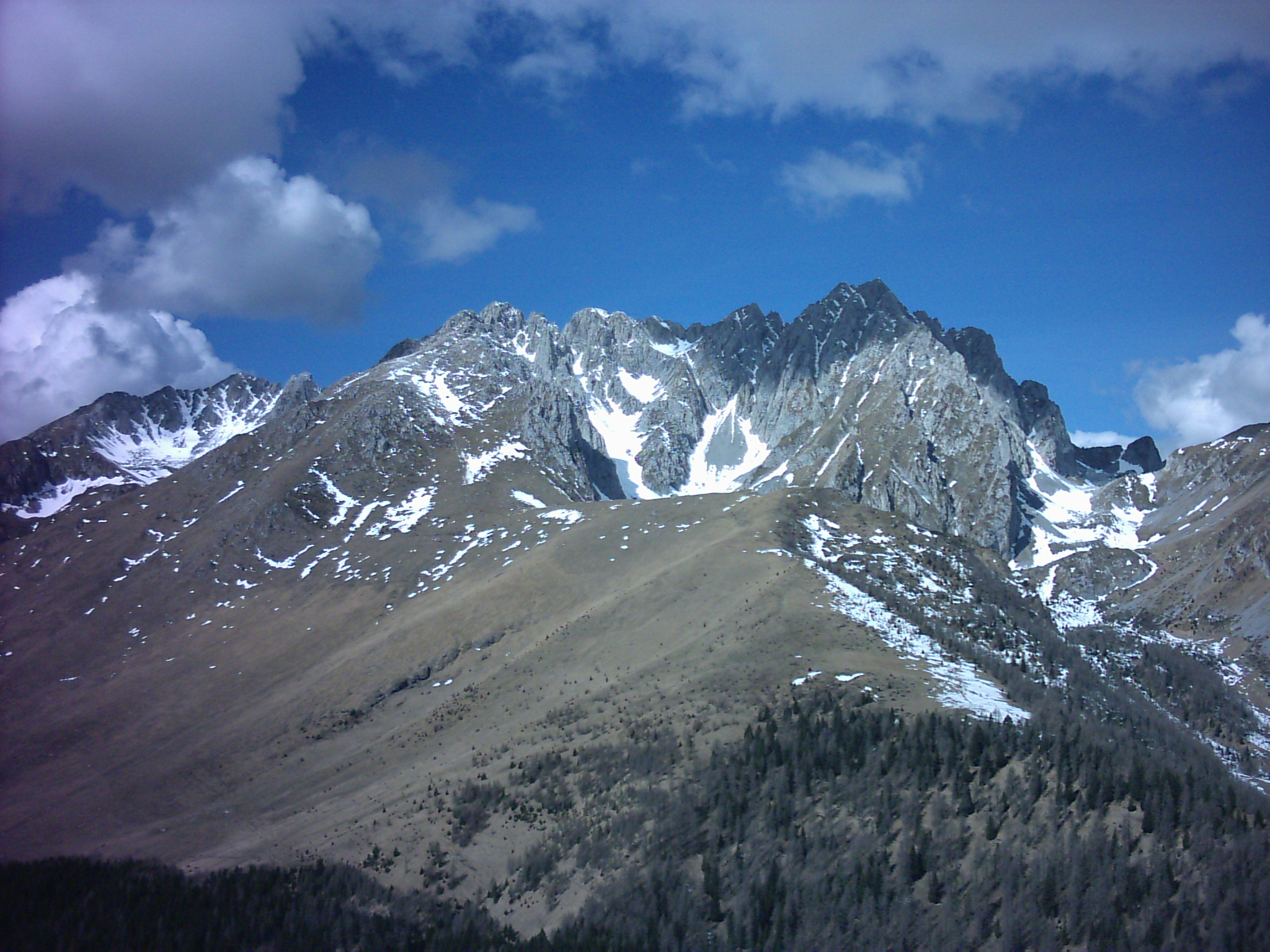
Pizzo Camino

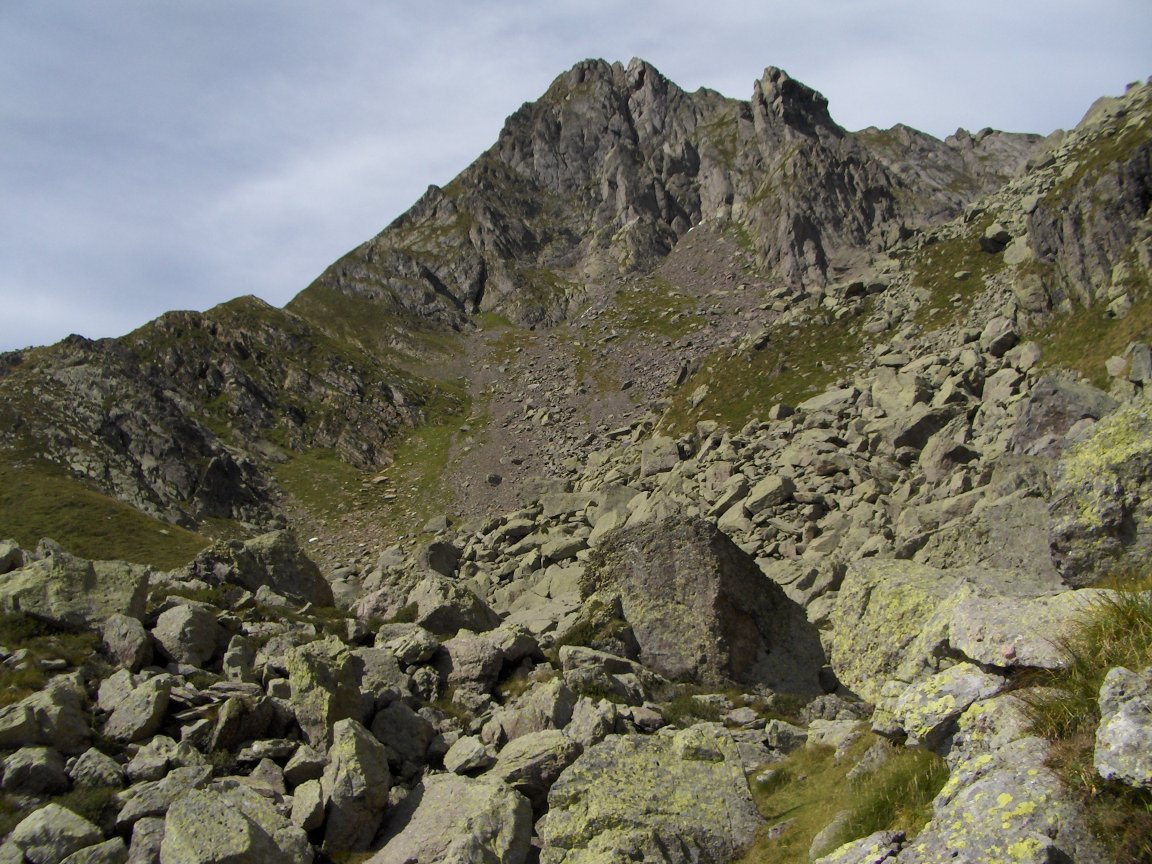
Pizzo dei Tre Signori

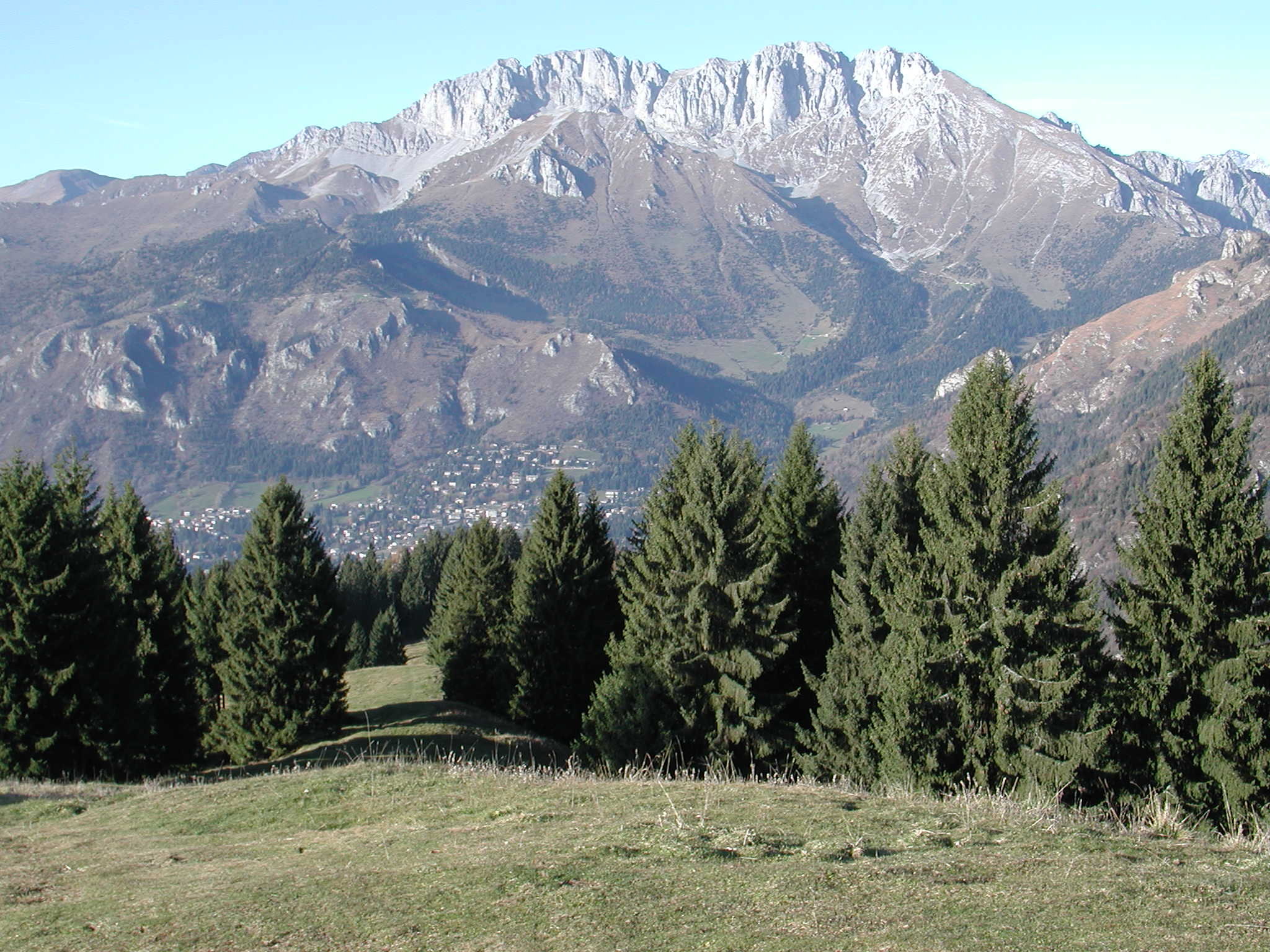
Pizzo di Presolana

Hlavní vrcholy Bergamských Alp:
| Vrchol                | Výška | Výška |
| Vrchol                | (m)   |       |
| --------------------- | ----- | ----- |
| Pizzo di Coca         | 3 052 |       |
| Pizzo di Scais        | 3 040 |       |
| Pizzo di Redorta      | 3 037 |       |
| Pizzo del Diavolo     | 2 915 |       |
| Pizzo Recastello      | 2 888 |       |
| Monte Gleno           | 2 883 |       |
| Monte Tornello        | 2 688 |       |
| Corno Stella          | 2 620 |       |
| Monte Legnone         | 2 610 |       |
| Pizzo dei Tre Signori | 2 554 |       |
| Monte Toro            | 2 524 |       |
| Pizzo Arera           | 2 512 |       |
| Pizzo di Presolana    | 2 511 |       |
| Pizzo Camino          | 2 492 |       |
| Grigna Setterionale   | 2 410 |       |
| Monte Resegone        | 1 876 |       |

## Horská a silniční sedla
Horská a silniční sedla v Bergamských Alpách:
| Sedlo                             | Oblast                      | Type            | Výška (m) | Výška (m) |
| --------------------------------- | --------------------------- | --------------- | --------- | --------- |
| Passo di Val Morta or del Diavolo | Valle Seriana do Sondrio    | horské sedlo    | 2 601     |           |
| Passo di Venina                   | z Valle Brembana do Sondrio | horské sedlo    | 2 433     |           |
| Passo del Salro                   | z Valle Seriana do Sondrio  | horské sedlo    | 2 419     |           |
| Passo del Venerocolo              | z Val di Scalve do Aprica   | pro jízdu koněm | 2 315     |           |
| Passo di Idordona                 | z Valle Brembana do Sondrio | horské sedlo    | 2 080     |           |
| Passo di San Marco                | z Bergamo do Morbegno       | silniční        | 1 985     |           |
| Passo del Vivione                 | z Val di Scalve do Edolo    | silniční        | 1 819     |           |
| Passo di Presolana                | z Clusone do Val di Scalve  | silniční        | 1 286     |           |
| Aprica Pass                       | z Edolo to Sondrio          | silniční        | 1 181     |           |

## Údolí
Z významných dolin modelujících tvář krajiny je mimo největšího údolí Valle Brembana ještě komunikačně důležité Val Seriana, Val Scalve, Val Paisco a na západě pak Val Pioverna, Val Varone, Val Lesina a další.

## Vodstvo

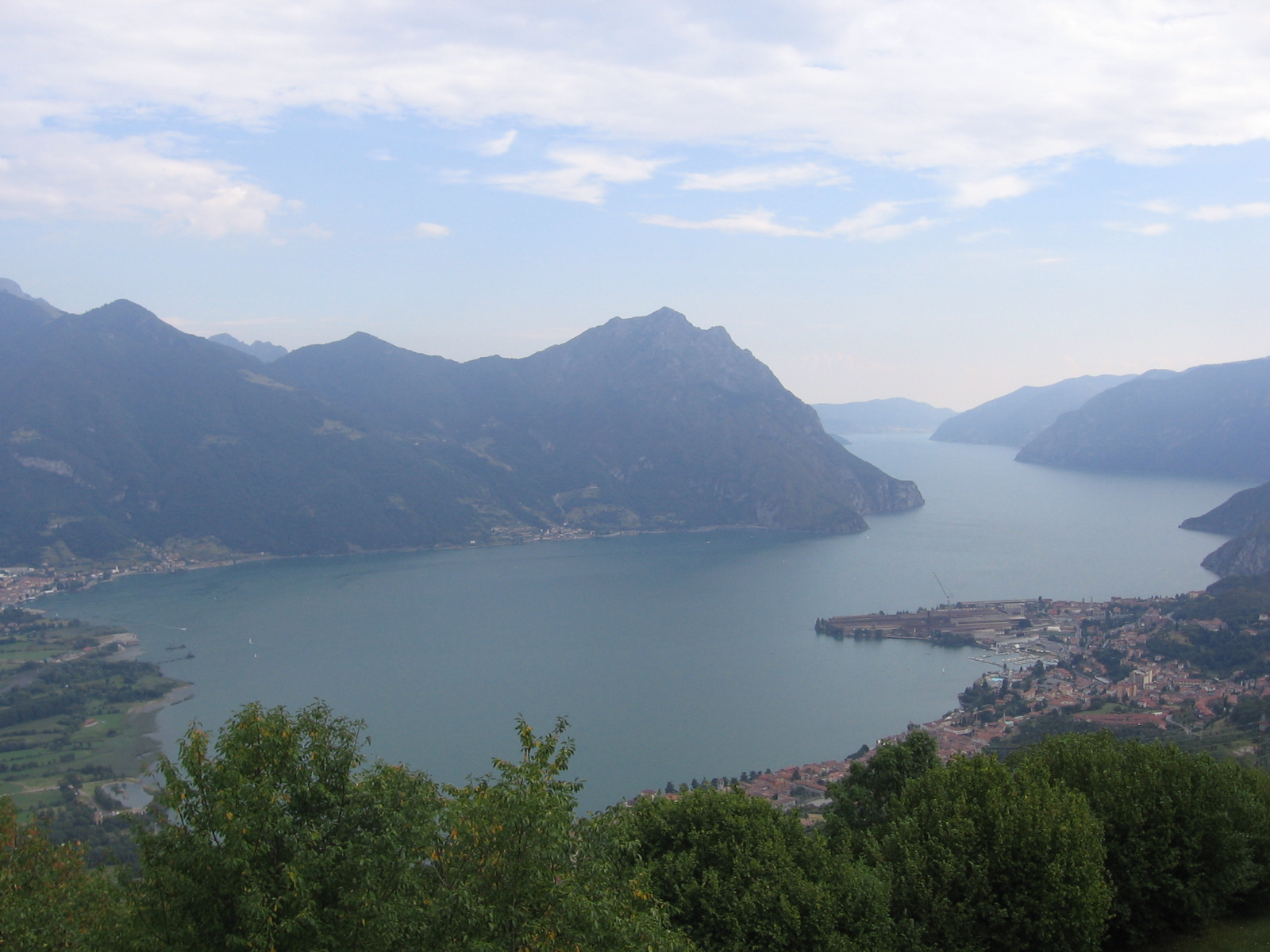
Lago d'Iseo

Vody regionu odvádějící do Jaderského moře dvě řeky ústící do Pádu. Severní a západní část napájí řeku Adda a jezero Lago di Como, vody z východu a jihovýchodu řeku Oglio a jezero Lago d'Iseo.

## Turismus
Bergamské Alpy patří mezi hustě zabydlené masivy Alp. Mimo velkých měst Bergamo, Edolo a Sondrio ležících po obvodu pohoří, najdeme přímo v centru hor zajímavá malá městečka - malebné Chisone, Telegio a další. Známe jsou rovněž mondénní lázně San Pelegrino Terme. Orobské Alpy jsou dobře zpřístupněny hustou sítí značených chodníků, nejpopulárnější je sedmidenní přechod po dálkové trase Sentiero delle Orobie.

### Externí odkazy

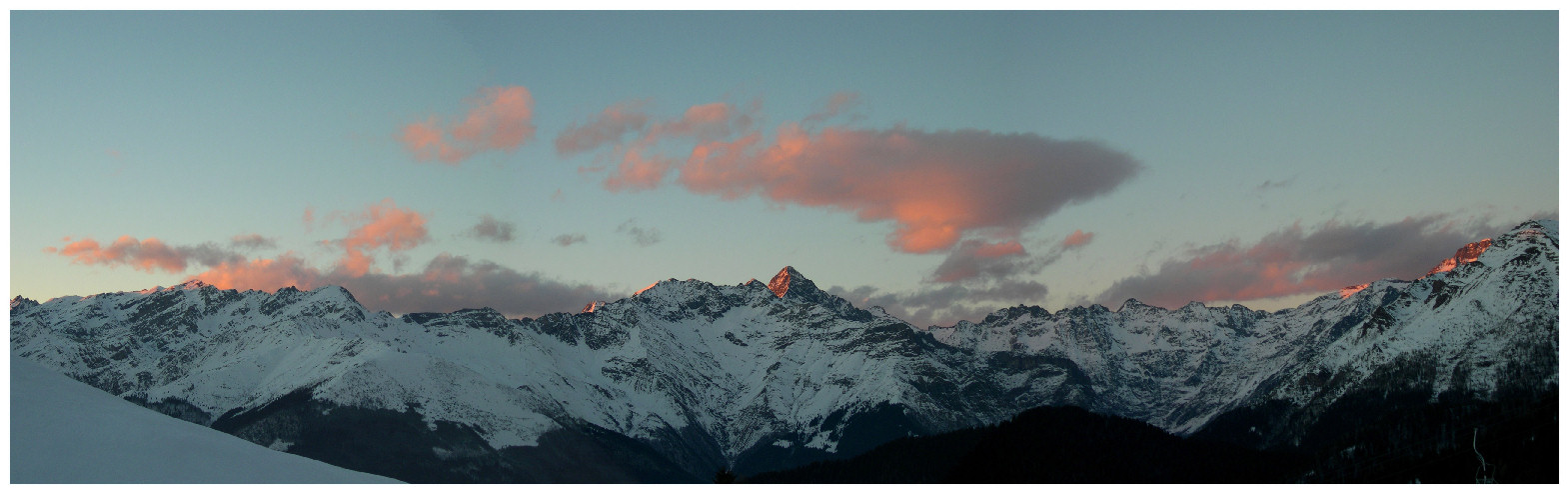
Panorama Orobské Alpy